# بترا ماسي
بترا ماسي (بالإنجليزية: Petra Massey)‏ هي ممثلة بريطانية، ولدت في 1966.

## وصلات خارجية
- بترا ماسي على موقع IMDb (الإنجليزية)
- بترا ماسي على موقع قاعدة بيانات الفيلم (الإنجليزية)